# Вранов-над-Теплою (округ)
Округ Вранов-над-Теплою або Воронівський округ (словац. okres Vranov nad Topľou, угор. Varannói járás) — округ (район) Пряшівського краю в східній Словаччині з адміністративним центром в місті Вранов-над-Теплою.
На півночі межує із Стропковським округом, на сході з Гуменським округом, на півдні з Кошицьким краєм, на заході з Пряшівським округом, на північному заході з Свидницьким округом.
Площа становить 769 км², населення 80 464 (31 грудня 2015).

## Географія
Розташовані Врановські пагорби; Ганушовські пагорби; Мерницькі пагорби; Підсланські пагорби; Ондавська нива і Топлянська нива.
Збудовано водосховище Мала Домаша.

## Статистичні дані

### Населення
| Рік:            | 1994.  | 2004.   | 2014.   | 2024.   |
| --------------- | ------ | ------- | ------- | ------- |
| Кількість осіб: | 73 492 | 77 591  | 80 508  | 79 395  |
| Різниця:        |        | +5,57 % | +3,75 % | -1,38 % |

| Рік:            | 2023.  | 2024.   |
| --------------- | ------ | ------- |
| Кількість осіб: | 79 295 | 79 395  |
| Різниця:        |        | +0,12 % |

## Україно-русинська громада
Частина населення цього округу, передусім із сіл Давидів, Детрик (Дзитрих, Детрік), Дюрдьош, Юскова Воля, Матяшка, Просачів (Просачов), Рафаївці, Ременини, Руська Воля, Вавринець, Вишній Казимир, є україно-русинського походження, за віросповіданням греко-католики, або православні, сьогодні вже до великої міри національно та мовно асимільовані. Релігійна асиміляція стриманіша, у 39 із 68 населених пунктів дотепер стоять греко-католицькі церкви.
При переписі населення у 2011 році з 79 702 чоловік 18 077 віднесло себе до греко-католицької церкви а 279 до православної церкви. Але лише 244 особи визнало себе русинами, 82 українцями, 404 вказало рідну мову русинську, 74 українську.

## Галерея

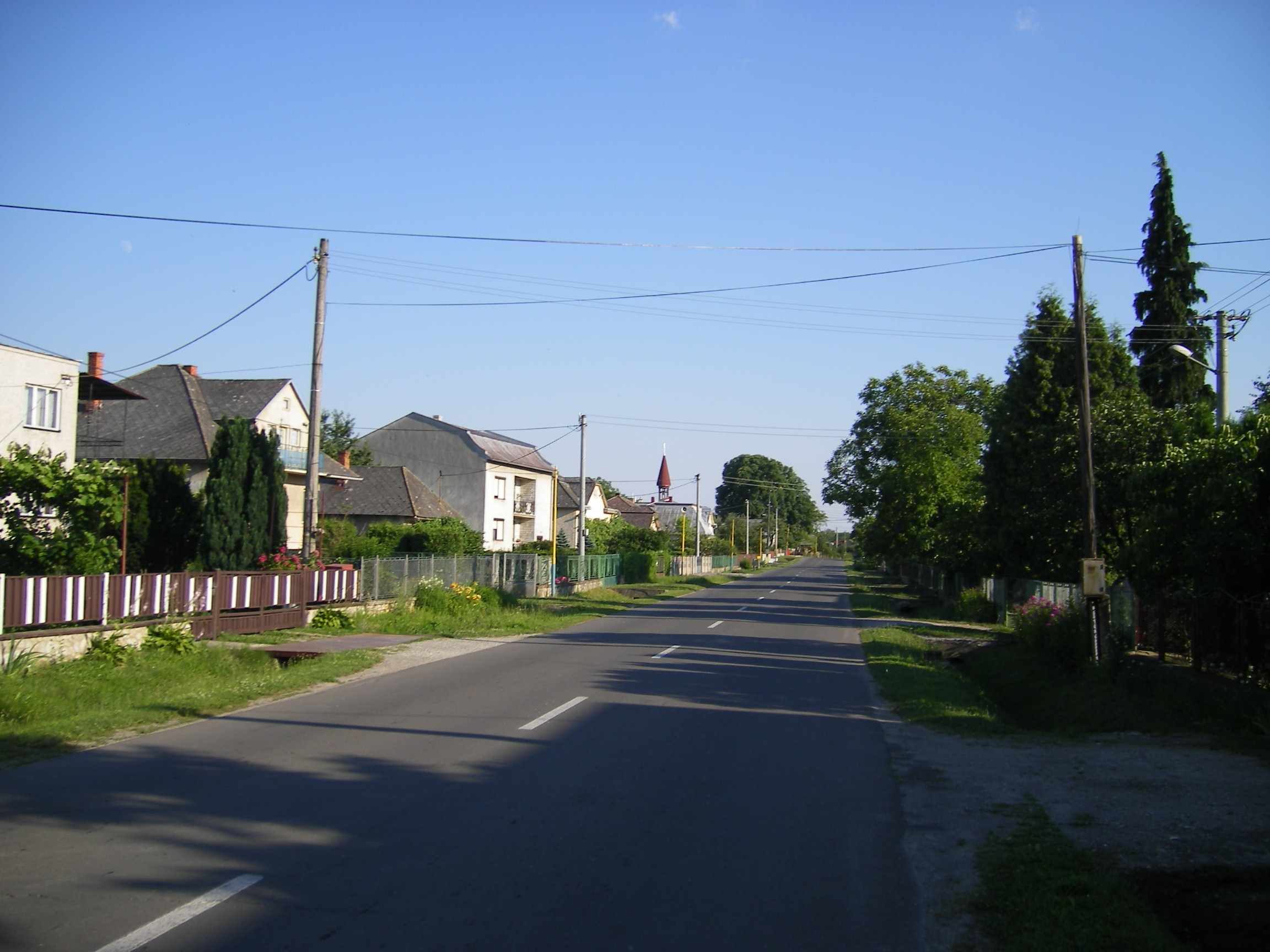
Село Нижній Грабовець
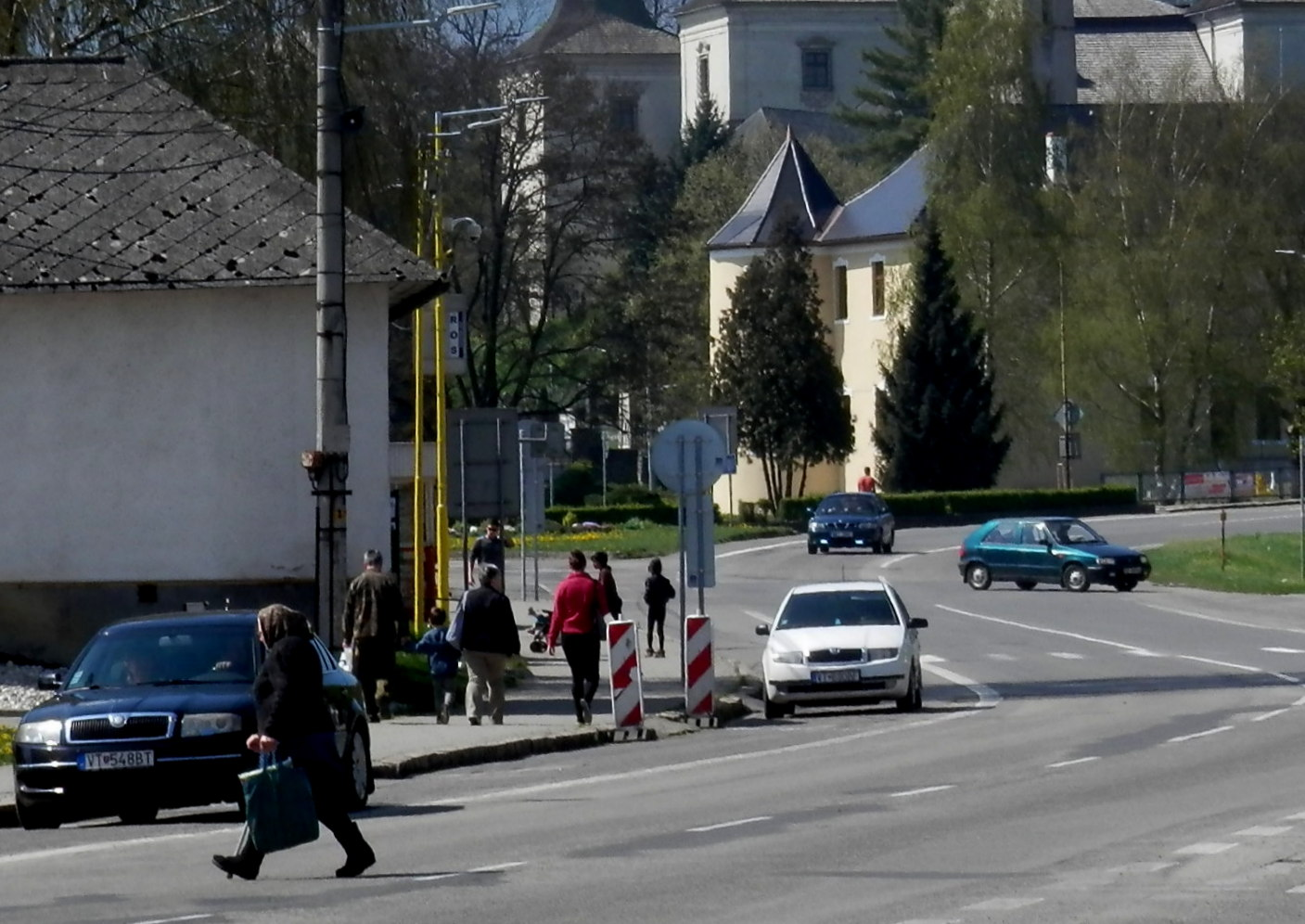
Місто Ганушовці-над-Теплою